# پرویز داودی
پرویز داودی (۱۱ مهر ۱۳۳۱ – ۳۰ فروردین ۱۴۰۳) سیاستمدار و اقتصاددان، معاون اول رئیس‌جمهور در دولت نهم و رئیس مرکز بررسی‌های استراتژیک در دولت دهم ایران بود. او همچنین عضو مجمع تشخیص مصلحت نظام و نیز عضو هیئت علمی و استاد دانشگاه شهید بهشتی و عضو پیوسته فرهنگستان علوم بود.
وی دانش‌آموخته دکتری اقتصاد از دانشگاه ایالتی آیووا است. داوودی در دولت ششم معاونت اقتصادی وزارت امور اقتصادی و دارایی را برعهده داشت و در فاصله سالهای ۱۳۸۰ تا ۱۳۸۳ نیز معاون اقتصادی قوه قضائیه بود.

## زندگی
پرویز داوودی در سال ۱۳۳۱ در تهران زاده شد. وی دکتری اقتصاد را در سال ۱۳۵۹ از دانشگاه ایالتی آیووا دریافت کرد. او استاد اقتصاد در دانشگاه شهید بهشتی بود. داوودی پیشتر مشاور و معاون اقتصادی رئیس قوه قضائیه بود. وی مدتی نیز در دوران ریاست جمهوری اکبر هاشمی رفسنجانی، معاون اقتصادی وزارت امور اقتصادی و دارایی بود. وی مدیر مسئول فصل‌نامهٔ تخصصی اقتصاد و الگوسازی نیز بوده است.

## سوابق اجرایی
- معاون امور اقتصادی وزارت امور اقتصادی و دارایی
- عضو شورای پول و اعتبار بانک مرکزی
- عضو شورای بورس اوراق بهادار تهران
- عضو شورای بررسی‌های اقتصادی ریاست‌جمهوری
- عضو هیئت امنای مؤسسه تحقیقات پولی و بانکی بانک مرکزی ایران
- عضو کمیسیون شورای اقتصاد
- معاون امور بین‌الملل وزارت امور اقتصادی و دارایی و رئیس سازمان سرمایه‌گذاری و کمک‌های اقتصادی و فنی ایران

## سایر فعالیت‌ها
- مشاور امور اقتصادی رئیس قوه قضائیه[۱۱]
- عضو هیئت علمی و دانشیار اقتصاد دانشگاه شهید بهشتی
- مدیر گروه اقتصاد دانشکده امور اقتصادی و سیاسی دانشگاه شهید بهشتی
- مدیر گروه اقتصاد مؤسسه آموزشی و پژوهشی امام خمینی
- مدیر گروه اقتصاد دانشگاه تربیت مدرس
- رئیس مؤسسه تحقیقات اقتصادی دانشگاه تربیت مدرس
- عضو گروه اقتصاد دفتر همکاری حوزه و دانشگاه
- مدیر مسئول مجله پژوهش‌های اقتصادی مجله اقتصاد وزارت امور اقتصادی و دارایی